# Afroamerykańska odmiana języka angielskiego
Afroamerykańska odmiana języka angielskiego (ang. African-American Vernacular English, często skracane jako AAVE), znana również pod nazwami Black Vernacular, Black English Vernacular (BEV), Black Vernacular English (BVE) – odmiana (dialekt, etnolekt oraz socjolekt) języka angielskiego rodzimie używana w większości przez należących do klasy średniej i klasy pracującej Afroamerykanów oraz część czarnoskórych Kanadyjczyków, w szczególności przez społeczności miejskie.
Początki afroamerykańskiej odmiany języka angielskiego sięgają początków XVII wieku. Wtedy to transatlantyckim szlakiem handlu niewolników przywieziono afrykańskich niewolników do brytyjskich kolonii w Ameryce Północnej, na tereny, które w XVIII wieku zaczęły być określane jako Południe Stanów Zjednoczonych (tzw. Dixieland). W czasach rozwoju plantacji bawełny brytyjscy koloniści często posługiwali się różnego rodzaju niestandardowymi dialektami języka angielskiego, a afrykańscy niewolnicy, dla których angielski był drugim językiem, najprawdopodobniej używali jego skreolizowanej formy.

## Nazewnictwo
Język Afroamerykanów nosił wiele nazw, m.in. nacechowanych negatywnie. Lisa Green, profesor językoznawstwa na uniwersytecie Massachusetts Amherst, podaje piętnaście nazw używanych na określenie mowy afroamerykańskiej, w tym:

- Negro dialect
- Nonstandard Negro English
- Negro English
- American Negro speech
- Black communications
- Black dialect
- Black folk speech
- Black street speech
- Black English
- Black English Vernacular
- Black Vernacular English
- Afro American English
- African American English
- African American Language
- African American Vernacular English

Ponieważ wyraz negro jest dzisiaj uważany za obraźliwy, najczęściej spotyka się formę African American (Vernacular) English. W języku potocznym można również spotkać się z określeniem Ebonics, zapoczątkowanym w 1973 roku przez Roberta Williamsa, który zdobył krajową popularność w 1996, po tym jak zespół szkół w Oakland (ang. Oakland Unified School District) przyjął uchwałę, w której Ebonics zyskał status osobnego języka, a nie socjolektu, co wywołało falę krytyki w Stanach Zjednoczonych.
Wielu językoznawców rozróżnia terminy African American Vernacular English i African American English, gdzie African American English odnosi się do kontinuum dialektalnego rozciągającego się od African American Vernacular English, które jest zbitką różnych społeczno-regionalnych odmian mowy afroamerykańskiej, do standardowego angielskiego.
W języku polskim najczęściej można spotkać się z określeniami „angielszczyzna afroamerykańska”, „etnolekt afroamerykański” czy po prostu „afroamerykańska odmiana języka angielskiego”. Istnieją również takie określenia jak „angielszczyzna murzyńska” czy „czarna angielszczyzna”, jednak podobnie jak w przypadku terminów wymienionych przez Green, mogą być one negatywnie nacechowane lub mylące.

## Fonologia
Wiele cech fonologicznych wyraźnie odróżnia afroamerykańską odmianę języka angielskiego od amerykańskiej (zwłaszcza od General American). John McWhorter twierdzi, że tym, co tak naprawdę łączy akcenty afroamerykańskie, jest intonacja lub „melodia”, która charakteryzuje wszystkie, nawet najbardziej „neutralne” odmiany mowy afroamerykańskiej. Niektóre z wielosylabowych słów w mowie afroamerykańskiej odróżnia je od standardowej wymowy amerykańskiej, na przykład wyrazy takie jak police, guitar czy Detroit posiadają inicjalny akcent wyrazowy zamiast standardowego akcentu na ostatnią sylabę.

### Samogłoski
Opracowano na podstawie badań dr. Paula Heggarty’ego, Warrena Maguire’a, Aprila McMahona oraz innych naukowców zrzeszonych w projekcie „Sound Comparisons”. W badaniach porównywano mowę osób posługujących się afroamerykańską odmianą języka angielskiego z Chicago oraz Karoliny Północnej. 
| Samogłoski proste (monoftongi)      | Samogłoski proste (monoftongi) | Samogłoski proste (monoftongi)       |
| Angielski diafon                    | Fonem w AAVE                   | Przykłady wyrazów                    |
| ----------------------------------- | ------------------------------ | ------------------------------------ |
| /æ/                                 | [æ~ɛː~ɛə]                      | act, pal, trap                       |
| /æ/                                 | [ɛː~ɛə~eə]                     | ham, land, yeah                      |
| /ɑː/                                | [a~ä~ɑ]                        | blah, bother, father, lot, top, wasp |
| /ɒ/                                 | [a~ä~ɑ]                        | blah, bother, father, lot, top, wasp |
| all, dog, bought, loss, saw, taught | [a~ä~ɑ]                        |                                      |
| [ɒ(ɔ)~ɔ(ʊ)]                         |                                |                                      |
| /ɔː/                                |                                |                                      |
| /ɛ/                                 | [ɛ~eə]                         | dress, met, bread                    |
| /ə/                                 | [ə]                            | about, syrup, arena                  |
| /ɪ/                                 | [ɪ~iə]                         | hit, skim, tip                       |
| /ɪ/                                 | [ɪ~ɪ̈~ə]                        | island, gamut, wasted                |
| /iː/                                | [i]                            | beam, chic, fleet                    |
| /ʌ/                                 | [ʌ~ɜ]                          | bus, flood, what                     |
| /ʊ/                                 | [ʊ~ɵ~ø̞]                        | book, put, should                    |
| /uː/                                | [ʊu~u]                         | food, glue, new                      |

| Dwugłoski (dyftongi) | Dwugłoski (dyftongi) | Dwugłoski (dyftongi) |
| Angielski diafon     | Fonem w AAVE         | Przykłady wyrazów    |
| -------------------- | -------------------- | -------------------- |
| /aɪ/                 | [äː~äe~aː]           | prize, slide, tie    |
| /aɪ/                 | [äɪ]                 | price, slice, tyke   |
| /aʊ/                 | [æɔ~æə]              | now, ouch, scout     |
| /eɪ/                 | [eɪ~ɛɪ]              | lake, paid, rein     |
| /ɔɪ/                 | [oɪ]                 | boy, choice, moist   |
| /oʊ/                 | [ʌʊ~ɔʊ]              | goat, oh, show       |

| Samogłoski rotyzowane | Samogłoski rotyzowane                     | Samogłoski rotyzowane                |
| Angielski diafon      | Fonem w AAVE                              | Przykłady wyrazów                    |
| --------------------- | ----------------------------------------- | ------------------------------------ |
| /ɑːr/                 | rotyczny: [ɑɹ~ɒɹ] nierotyczny: [ɑː~ɒː]    | barn, car, heart                     |
| /ɛər/                 | rotyczny: [ɛɹ] nierotyczny: [ɛə]          | bare, bear, there                    |
| /ɜːr/                 | [ɝː~ɚː]                                   | burn, first, herd                    |
| /ər/                  | rotyczny: [ɚ] nierotyczny: [ə]            | better, martyr, doctor               |
| /ɪər/                 | rotyczne: [iɹ] nierotyczne: [iə~iɤ]       | fear, peer, tier                     |
| /ɔːr/                 | rotyczny: [oɚ] nierotyczny:[oə~ɔə~ɔo]     | hoarse, horse, poor score, tour, war |
| /ʊər/                 | rotyczny: [oɚ] nierotyczny:[oə~ɔə~ɔo]     | hoarse, horse, poor score, tour, war |
| /jʊər/                | rotyczny: [juɚ~jʊɚ] nierotyczny:[juə~jʊə] | cure, Europe, pure                   |

- Afroamerykańska przesuwka spółgłoskowa (ang. African American Vowel Shift): akcenty afroamerykańskie nie przeszły procesu defonologizacji samogłosek /ɒ/ oraz /ɔː/ (ʟᴏᴛ-ᴛʜᴏᴜɢʜᴛ merger), która miała miejsce na terenie całego kraju, tak więc samogłoska w wyrazach takich jak ʟᴏᴛ (działka) wymawiana jest jako [ä], a w ᴛʜᴏᴜɢʜᴛ (myśl) jako [ɒɔ], a obecnie coraz częściej jako [ɒ~ɔə].
- Redukcja niektórych dyftongów i ich monoftongizacja, szczególnie dyfrongu /aɪ/, który wymawiany jest jako [aː][13], stąd popularna wymowa takich wyrazów jak try (spróbować) czy my (moje) kolejno jako /traː/ oraz /maː/ . Monoftongizacja nie ma miejsca przed spółgłoskami bezdźwięcznymi, dlatego wyraz rise (wzrastać) wymawiany jest jako /raːz/, ponieważ jest ono zakończone na spółgłoskę dźwięczną /z/, lecz słowo rice (ryż) wymawiane jest z dyftongiem /aɪ/ jako /raɪs/[14].
- Defonologizacja /ɛ/ oraz /ɪ/ przed spółgłoskami nosowymi (/m/, /n/ oraz /ŋ/) i wymowa tych głosek jako [ɪ~ɪə]. W rezultacie wyrazy takie jak pin (szpilka) i pen (długopis) stają się homofonami[13]. Zjawisko to nazywa się ᴘɪɴ-ᴘᴇɴ merger.
- Częsta redukcja lub całkowita defonologizacja samogłosek /ɪ/ oraz /iː/ przed spółgłoskami płynnymi (/l/, /r/) w rezultacie wyrazy takie jak fill (napełnić) i feel (uczucie) homofonami[13]. /ʊər/ oraz /ɔːr/ również podlegają defonologizacji, w rezultacie czego wyrazy poor (biedny) i pour (nalewać) wymawiane są jednakowo[13].

### Spółgłoski
|                    | Wargowe | Wargowe | Zębowe | Zębowe | Dziąsłowe | Dziąsłowe | Zadziąsłowe | Zadziąsłowe | Palatalne | Palatalne | Welarne | Welarne | Krtaniowe | Krtaniowe |
| ------------------ | ------- | ------- | ------ | ------ | --------- | --------- | ----------- | ----------- | --------- | --------- | ------- | ------- | --------- | --------- |
| Nosowe             |         | m       |        |        |           | n         |             |             |           |           |         | ŋ       |           |           |
| Zwarte             | p       | b       |        |        | t         | d         |             |             |           |           | k       | ɡ       |           |           |
| Zwarto-szczelinowe |         |         |        |        |           |           | tʃ          | dʒ          |           |           |         |         |           |           |
| Szczelinowe        | f       | v       | θ      | ð      | s         | z         | ʃ           | ʒ           |           |           |         |         | h         |           |
| Aproksymanty       |         |         |        |        |           | l         |             | r           |           | j         |         | w       |           |           |

- Ubezdźwięcznienie /b/, /d/ oraz /g/ w wygłosie, na przykład cub brzmi podobnie do cup[15], jednak słowa te mogą zachowywać dłuższą wymowę samogłosek, która zazwyczaj występuje przed dźwięcznymi spółgłoskami[16].
- Niektórzy użytkownicy AAVE mogą nie wymawiać spółgłosek szczelinowych [θ] (th w thin) i [ð] (th w then), które są obecne w standardowej amerykańskiej odmianie angielskiego. Fonem użyty w zamian jest zależny od pozycji dźwięku w słowie[17]:
  - W nagłosie, /θ/ jest zazwyczaj wymawiane tak samo jak w innych dialektach angielskiego (zatem thin wymawiane jest jako [θɪn]). W innych sytuacjach /θ/ wymawiane jest bardziej z przodu jamy ustnej i ze spółgłoski zębowej staje się bardziej spółgłoską wargowo-zębową /f/.
  - W nagłosie wymowa /ð/ waha się i może brzmieć [ð~d] (wtedy this wymawiane będzie jak [dɪs]).
- Wymowa wygłosowego ng /ŋ/ jako spółgłoski nosowej dziąsłowej /n/.
- Powszechny brak rotyzacji; spógłoska rotyczna /r/ jest zazwyczaj redukowana, jeżeli nie występuje po niej samogłoska, na przykład car wymawiane jest [kɑː]. Redukcja ta może objawiać się nieakcentowanym szwa [ə] lub przedłużeniem poprzedzającej samogłoski[18]. Interwokaliczne /r/ również może zostać zredukowane, na przykład wyraz story (General American: [stɔri]) może brzmieć [stɔ.i][19][20].